# 野崎広大
野崎 広大（のざき こうだい、1997年8月19日 - ）は、日本のプロレスラー。佐賀県唐津市出身。

## 経歴
- 2016年2月23日沖学園高等学校3年生の時に九州プロレスに入団[1]。
- 9月11日、九州プロレス博多スターレーン大会の九州プロレス設立8周年大会で『筋肉放生会'16』の対加島大輔戦でデビューしてギブアップ勝ちを収めた。
- 12月4日、博多華味鳥杯『筋肉せいもん払い'16』で加島大輔とヤングパワーズとしてタッグを一回戦で桜島なおき&白くまの『薩摩藩』と対戦するがパートナーの加島が桜島から逆片エビ固めでギブアップを取られて初戦敗退に終わった。
- 2017年6月18日、九州プロレスタッグ選手権王座に挑戦表明。
- 7月30日、博多スターレーン大会の九州プロレス設立9周年大会『筋肉山笠'17』でタッグパートナーを募集していた際、名乗り出たGAINAとタッグを組み王者組の玄海&HUB組と対戦するも野崎が玄海から必殺技の玄界灘で沈められ初のタイトルマッチは奪取失敗に終わった。
- 9月14日、西鉄ホール大会『天神ば元気にするバイ！'17』で玄海とシングルを行うも最後、ペディグリーで沈められ惨敗に終わった。
- 2018年3月11日、アクロス福岡 イベントホール大会の『筋肉飛梅'18』でGAINAと組み九州プロレスタッグ王者組の筑前りょう太&火野裕士と対戦するもまたもや王座奪取には失敗した。
- 5月27日、唐津の凱旋試合で当時、第6代、九州プロレス選手権王者だった玄海と対戦するもののまたもや敗戦。
- 6月3日、火野裕士とシングルマッチで対戦するも敗戦。
- 7月7日、福岡国際センター『筋肉山笠'18』筑前りょう太、長州力と組み玄武會の佐々木日田丸、阿蘇山、藤田ミノルと対戦し勝利。
- 2019年4月7日、北九州芸術劇場大ホールで阿蘇山とシングルマッチで対戦するも敗戦。
- 5月26日、唐津の凱旋試合で阿蘇山とリベンジマッチに勝利。
- 7月24日、アクロス福岡 イベントホール大会の九州プロレス設立11周年記念大会『筋肉山笠'19』で筑前りょう太、グレート・ムタと組み玄武會の玄海、阿蘇山とHUBと対戦してグレート・ムタが阿蘇山からシャイニングウィザードで勝利した。
- 9月8日、九州プロレス玄武會主催興行『荒ぶる魂』で阿蘇山、三原一晃との3WAYマッチを行うも阿蘇山にマグマスプラッシュで敗戦。
- 2020年1月26日、北九州芸術劇場大ホールでOWEの入江茂弘と対戦するも敗戦。
- 7月30日、九州プロレス設立12周年の無観客興行の第1試合でめんたい☆キッドと組み玄武會の阿蘇山、佐々木日田丸と対戦してめんたいがめんたいスプラッシュで阿蘇山からピンフォールを取る形で勝利した。
- 博多華味鳥杯 1DAYタッグトーナメント『筋肉せいもん払い'20』で熊嵐とシングルマッチで対戦するものの敗戦。
- 2021年1月17日、桜島なおきとシングルマッチで対戦して敗戦。

## 得意技
80cmギロチン
ダイビングギロチンドロップと同型。
DKボム
シットダウン式ジャンピングパワーボムと同型。
デスバレーボム
STN
一本背負い
払い腰
砲弾スピアー
砲弾ボンバー

## タイトル歴
九州プロレス
- 九州プロレス王座（第11代、第14代、第16代）

PWS
- PWSチャンピオンシップ(第10代)

## テレビ出演
- 目撃者f（FBS）（2016年8月28日、2017年5月28日） - 1回目は練習生時代からデビュー戦までを密着。2回目はデビュー後から加島大輔の引退した後までを密着。